# Човек без тела
Човек без тела (енгл. Hollow Man) амерички је научнофантастични хорор филм из 2000. године, редитеља Пола Верховена, са Елизабет Шу, Кевином Бејконом, Џошом Бролином, Вилијамом Девејном и Роном Митром у главним улогама. Радња прати бриљантног научника, који открива серум помоћу ког може да постане невидљив, али то га претвара у опасног мегаломана.
Филм је премијерно приказан 4. августа 2000, у дистрибуцији продукцијске куће Sony Pictures Releasing. Био је номинован за Оскара у категорији најбољих специјалних ефеката и добио је Наградау Сатурн у истој категорији. Иако су се сви критичари сложили да су ефекти били савршени, нису имали пуно речи хвале за остале сегменте филма. Човек без тела је остварио комерцијални успех, зарадивши преко 190 милиона долара, са двоструко мањим буџетом.
Шест година касније снимљен је далеко неуспешнији наставак, који носи наслов Човек без тела 2.

## Радња
Бриљантни научник, Себастијан Кејн, открива серум помоћу кога може да постане невидљив. То га, међутим, претвара у омнипотентног и опасног мегаломана.

## Улоге
| Глумац         | Улога                   |
| -------------- | ----------------------- |
| Елизабет Шу    | Линда Макеј             |
| Кевин Бејкон   | др Себастијан Кејн      |
| Џош Бролин     | Метју „Мет” Кенсингтон  |
| Ким Дикенс     | др Сара Кенеди          |
| Грег Грангберг | Картер Аби              |
| Џои Слотник    | Френк Чејс              |
| Мери Рендл     | Џенис Волтон            |
| Вилијам Девејн | др Хауард Крејмер       |
| Рона Митра     | Себастијанова комшиница |
| Пабло Еспиноса | Ед                      |
| Марго Роуз     | Марта Крејмер           |
| Том Вудраф мл. | горила Изабела          |